# Bolbena
Bolbena es un género de mantis  (insectos del orden Mantodea) que cuenta con las siguientes especies.

## Especies
- Bolbena assimilis
- Bolbena hottentotta
- Bolbena maraisi
- Bolbena minor
- Bolbena orientalis